# آدام کلیتون (بازیکن فوتبال)
آدام کلیتون (انگلیسی: Adam Clayton؛ زادهٔ ۱۴ ژانویهٔ ۱۹۸۹) یک بازیکن فوتبال اهل بریتانیا است.